# Грефрат (Золинген)
Грефрат (нем. Gräfrath) — самый маленький из административных округов города Золинген, Северный Рейн-Вестфалия, Германия. По причине основанного в XII веке женского монастыря Августинского ордена Грефрат вплоть до XIX века причислялся в наиболее известным городским поселениям Бергишской страны. В XIX веке в Грефрате практиковал всемирно известный врач-окулист Фридрих Герман де Лёв.
Бургомистром городского округа является Удо Фогтлендер (СДПГ), заместителем — Кристоф Койль (ХДС).
С его хорошо сохранившейся, большей частью из XVIII—XIX веков, старой части города вокруг рыночной площади у подножия церкви при монастыре, Грефрат относится к числу красивейших 56 исторических центров Северного Рейна-Вестфалии.
Описание герба: в серебряно-чёрной рамке на трёх зелёных холмах высятся городские ворота с двумя башнями, в проёме которых серебряное колесо великомученицы Екатерины. На синем небосклоне золотая звезда Давида. Башни несут купола со знамёнами. Герб коронует увенчанная зубцами городская стена с закрытыми воротами и тремя башнями.

## География
Грефрат расположен на севере Золингена, на границе с городом Хан. Большей частью эта граница проходит по реке Иттер, берущей начало из «Святого источника» (Heiligen Born) на территории Грефрата и впадающей в Рейн в дюссельдорфском Бенрате. По территории Грефрата протекает ещё несколько небольших водных артерий, среди которых можно назвать ручьи Нюмменер (Nümmener) и Хольцер Бах (Holzer Bach).
На севере и востоке Грефрат граничит с городом Вупперталь по реке Вуппер. На юге Грефрат граничит с центральным (Mitte) округом Золингена а на западе примыкает к золингенскому округу Вальд (Wald).
В Грефрате, вблизи бывшей водонапорной башни, превращённой ныне в достопримечательность под названием «Башня Света» (Lichtturm), находится топографически наивысшая точка Золингена (276 метров н. у. м.).

## Хуторские поселения
Кроме компактного исторического центра в состав городского округа Грефрат входит расположенные вокруг хуторские поселения, в которых проживает по несколько семей. По уровню обеспеченности бытовыми и прочими условиями жизни эти поселения не отличаются от городских территорий (имеется водопровод, канализация, электричество, телефон, мобильная и интернет-связь, отличные дороги и тротуары, за исключением общественного транспорта, поскольку в каждой семье есть несколько легковых автомобилей). По экологическим условиям (чистый воздух, отсутствие городского шума) проживание на хуторах более привлекательно, поэтому сюда переселяются состоятельные граждане исторического Грефрата.
К хуторским поселениям Грефрата относятся: Альтенфельд (Altenfeld), Централь (Central), Фляхсберг (Flachsberg), Флоккертсхольц (Flockertsholz), Фохер Даль (Focher Dahl), Фюркельтрат (Fürkeltrath), Хайде (Heide), Хольц (Holz), Кецберг (Ketzberg), Кюльф (Külf), Нюммен (Nümmen), Ратланд (Rathland), Шитен (Schieten), Штокдум (Stockdum), Фогельзанг (Vogelsang), Цум Хольц (Zum Holz).

## История
Длительное время Бергишская страна оставалась незаселённой из-за её малопроходимых лесных массивов и горного скалистого рельефа. Здесь избегали селиться кельты и германцы, а римляне ограничивались левым берегом Рейна (Кёльн, Нойс). Грефрат впервые документально упоминается только в Высоком Средневековье под 1135 годом, как вилла Гревероде. В переводе на русским это означает «Графские корчевания» в пределах католической церковного округа Вальд (Архиепархия Кёльна). Исторически доказано, что основательницей женского штифта в Грефрате является игуменья Елизавета Филлихская (Elisabeth von Vilich). Произошло это событие в 1185—1187 годах. Причиной для основания монастыря явилась уже до этих лет стоявшая здесь часовня с образком Богоматери (ныне известная как икона Божией Матери «Грефратская»), прославившейся многими чудесами и к которой толпами шли паломники. В 1195 году в Грефрате была освящена первая монастырская церковь.
Когда в начале XIV века в монастырь была принесена частица мощей святой великомученицы Екатерины Александрийской, паломников стало ещё больше. На основе этого высокого значения места для жителей Бергишской страны, герцог Вильгельм I в 1402 году предоставил Грефрату статус свободного самоуправляемого поселения (Freiheit).
В 1686 году огонь уничтожил центральную часть посёлка. Сгорело 90 % зданий. Причина столько значительной катастрофы — плотная застройка (стена к стене) деревянных домой (фахверк) и отсутствие пожарной команды. Этот пожар явился самым опустошительным в истории Грефрата. В последующие десятилетия сформировался совершенно новый центр. Из старой планировки сохранилось немногое, а между домами стали оставлять узкие свободные пространства. Современный старый город Грефрата сохранился с начала XVIII века и в нём произошли только несущественные современные перестройки.
В 1717 году произошёл новый пожар, уничтоживший несколько зданий, в том числе и монастырскую церковь. Она была вновь восстановлена, но в 1803 году случилось непоправимое: новые власти ликвидировали монастырь, конфисковали его имущество, а церковь превратилась из монастырской в приходскую.
С 1823 года, когда в Грефрате открыл свой медицинский кабинет окулист Фридрих Герман де Лёв (Friedrich Hermann de Leuw), город приобретает мировую известность. Он объявляется лечебным курортом. К светилу медицины пациенты прибывают со всего света и это, в свою очередь, приводит к расцвету гостиничного и ресторанного бизнеса. С 1843 года и до самой смерти в 1861 году доктор Лёв проживает в усадьбе Грюневальд (Haus Grünewald). Вскоре после его смерти туристский поток в Грефрат начинает ослабевать.
В 1929 году произошло объединение общины Грефрат с городом Золинген. Одновременно в состав объединения вошли соседние города Вальд, Олигс и Хохшайд. Таким образом Грефрат стал составной частью укрупнённого города Золинген.

## Герб и печать

Герб Грефрата

Самая старая печать Грефрата датируется 22 июля 1483 года. На ней изображена фигура Христа с ягнёнком на правой руке и пальмовой ветвью в левой руке. После того, как Грефрат был возведён в город в 1856 году, в начале XX века при мэре Бартлау начал разрабатываться новый герб.
Первые наброски были вдохновлены оригинальной печатью по историческим причинам и принадлежали берлинскому художнику Генриху Раде. Однако позже они были отклонены. Вместо "Бергского льва" (Bergischer Löwen) так называемое "Грефратское колесо" (Gräfrather Rad) нашло своё место в новом гербе художника Мара Блока (Mar Block), который был окончательно утверждён 30 октября 1907 года и также украсил входной портал новой ратуши.
Герб имеет форму квадратного щита с черно-серебряной каймой. Внутри возвышаются двухбашенные серебряные городские ворота с серебряным Екатерининским колесом над тремя зелёными холмами. Золотая шестиконечная звезда расположена над крышей ворот на фоне синего неба. Надвратные башни имеют купола с флагом на каждой. Сверху добавлена зубчатая городская стена с закрытыми воротами и тремя башнями.

## Историческое ядро
Старый город Грефрат расположен на дне долины водотока Иттер между высотами Росскампа (Roßkamp) в соседнем Вуппертале и местным кладбищемв направлении центра Золингена, в стороне от дороги Вупперталер Штрассе, построенной в 1934 году и ныне называемой Бундес-штрассе 224 (Bundesstraße 224). Центр старого города является средневековым по своей структуре и представляет небольшой городок в стиле бидермайер-Бергиш начала XVIII века. По сторонам мощёных улиц располагаются в основном двух- или трёхэтажные фахверковые дома в стиле Бергиш. Для этой строительной традиции характерными чертами является черная окраска рамы каркаса, белая окраска оконных и дверных рам, известкование отсеков, зелёная окраска ставен и дверей и использование рейнского тёмного глинистого сланца для облицовки стен. Часто изначально планировалась такой отделке только парадная или наветренная сторона здания. Состоятельные строители, однако, давали возможность планировать свои дома со всех сторон на ранней стадии. Авиационные налёты на Золинген в ноябре 1944 года прошли по центру Грефрата почти бесследно, так что бомбовых повреждений было мало.

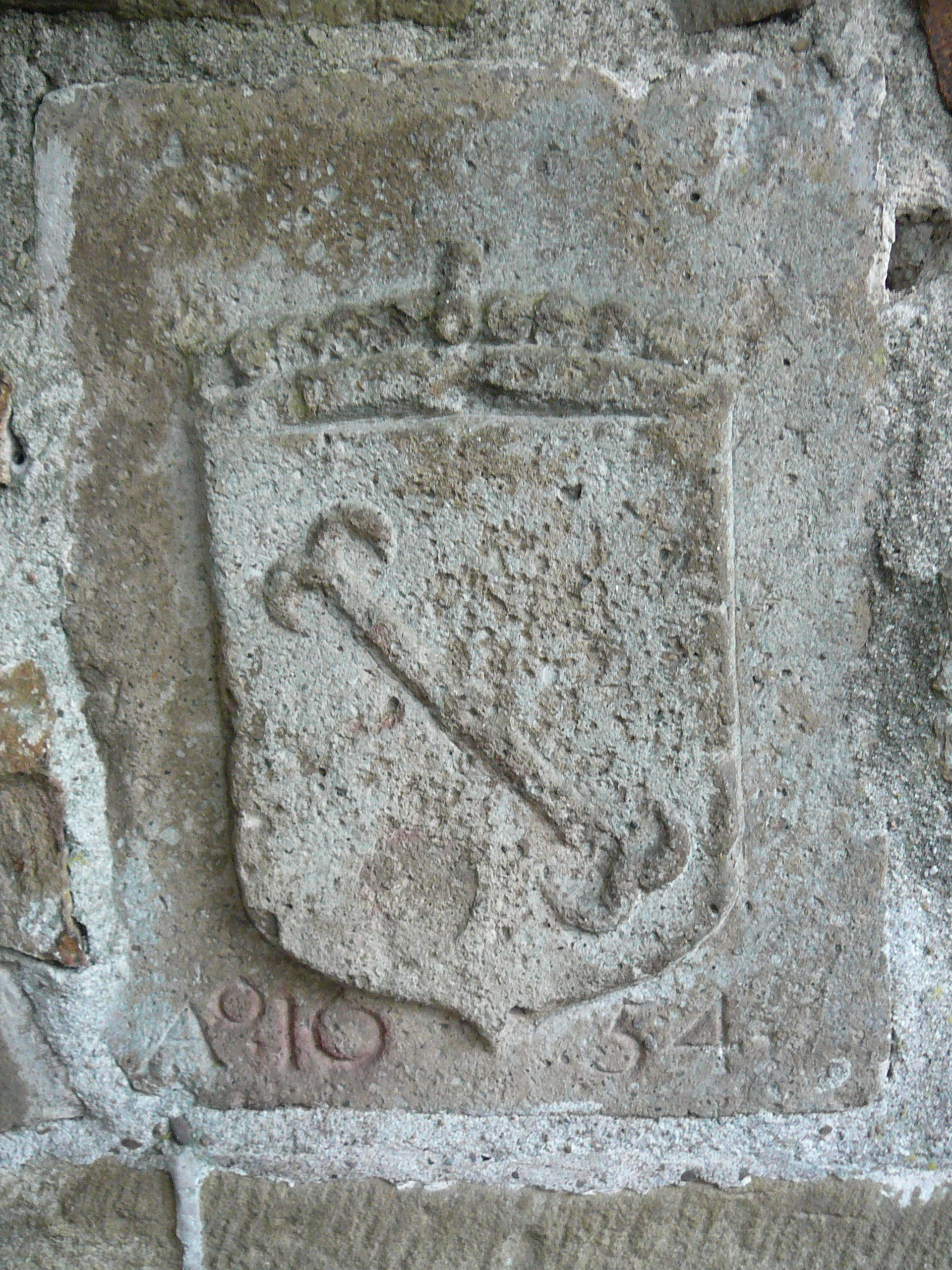
Старый герб Грефрата в стене переулка Ам Валль

Культурный центр Грефрата - это центральная рыночная площадь у подножия Монастырской горы (Klosterberg) с возвышающейся католической приходской церковью Успения Пресвятой Богородицы (St. Mariä Himmelfahrt), которая была перестроена в стиле барокко после большого городского пожара 1686 года и еще одного пожара 1717 года. Самой старой частью церкви является входной портал XIII века. В противоположной части церкви расположены крупногабаритные бывшие монастырские постройки.
От церкви несколько десятков ступенек широкой церковной лестницы выводят на рыночную площадь, которая была реконструирована в начале XX века. Колодец, который не достигает грунтовых вод, но представляет собой бассейн, в который поступает вода из ручья Иттер, датируется 1957 годом и имитирует предыдущий первой половины XVIII века. Во многих зданиях на Рыночной площади (Gräfrather Markt) ретроспективно установлено торговое оборудование XIX или XX века. Протестантская церковь, построенная в 1688 году на углу Гербер-штрассе, выделяется простым оштукатуренным залом с башней в стиле барокко.
Положение бывшей городской стены вокруг рыночной площади до сих пор можно проследить по улицам Теппкен (Täppken), Ам Грабен (Am Graben) и Ам Валль (Am Wall). Однако после 1686 года укрепление постепенно снималось, и освобождённые территории в значительной степени застраивались. Остатки стены всё еще находятся в стене переулка Ам Валль, как и старый камень с гербом 1654 года.
Улица Ин дер Фрайхайт (In der Freiheit) была бывшей магистралью города. Трамвай между Золингеном и Вупперталем также курсировал здесь с 1898 года до Второй мировой войны. При этом пришлось снести два здания на углу Рыночной площади и Кюллерсберг (Küllersberg), потому что радиус поворота был слишком малым. Взамен на углу был построен массивный трёхэтажный жилой дом в стиле модерн, который явно выделяется на фоне окружающих построек. В массивном здании по адресу Ин дер Фрайхайт 27, построенном в 1859 году, находилась операционная знаменитого в Европе офтальмолога Фридриха де Лёва (Friedrich Hermann de Leuw). На углу Ин дер Фрайхайт и Вальдер Штрассе (Walder Straße) также есть четыре виллы, часть из которых были построены в стиле швейцарских загородных домов во второй половине XIX века.
Частью исторического ядра является также Гарнизон-штрассе, названная в честь находившегося там ранее батальона ландвера (Landwehr). Она соединяет Рыночную площадь на севере с бывшим пожарным прудом. Оберханер Штрассе и поместье патрициев Бергиш на ней также являются частью исторического района.

Виды Старого Грефрата
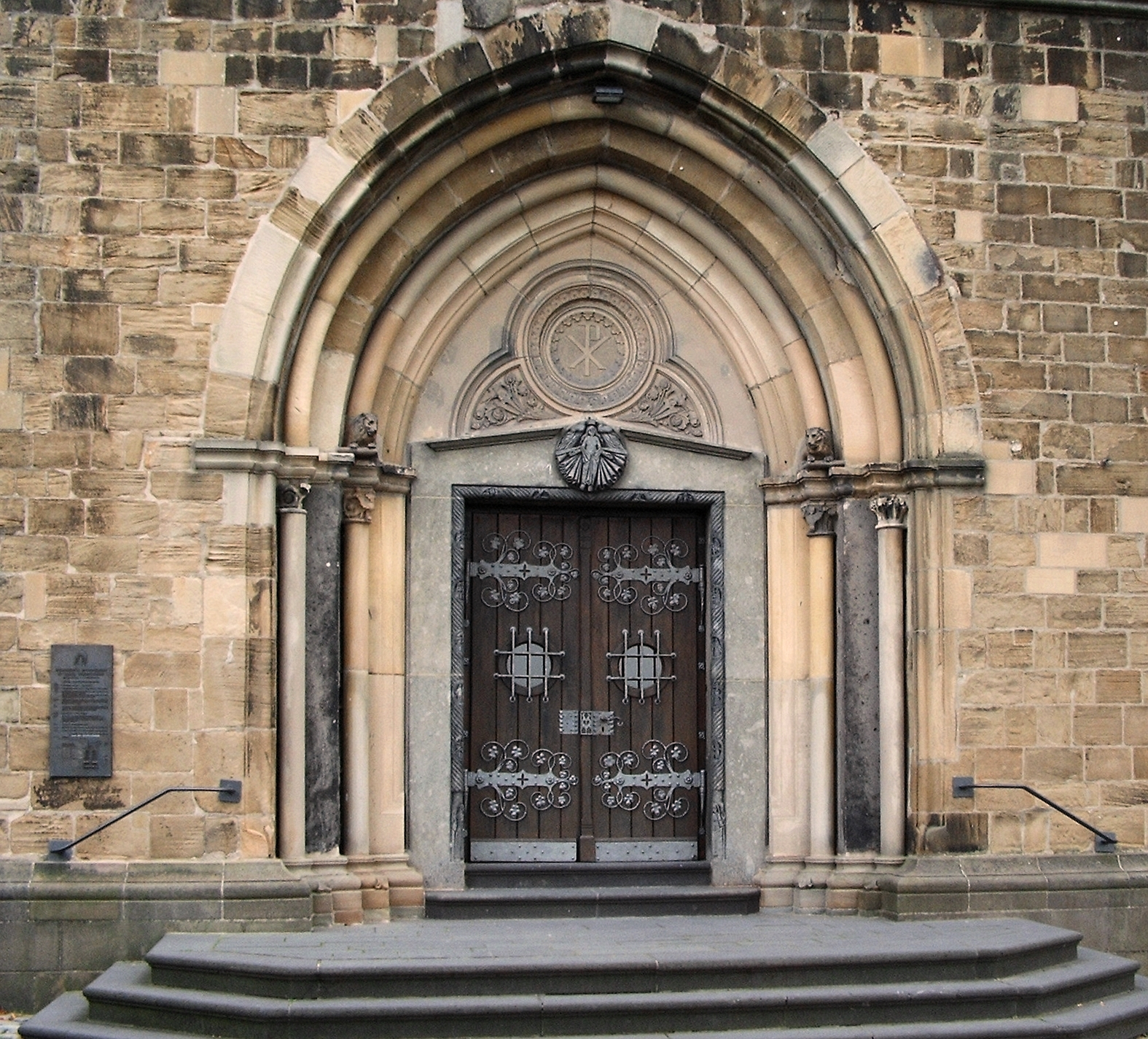
Портал католической церкви
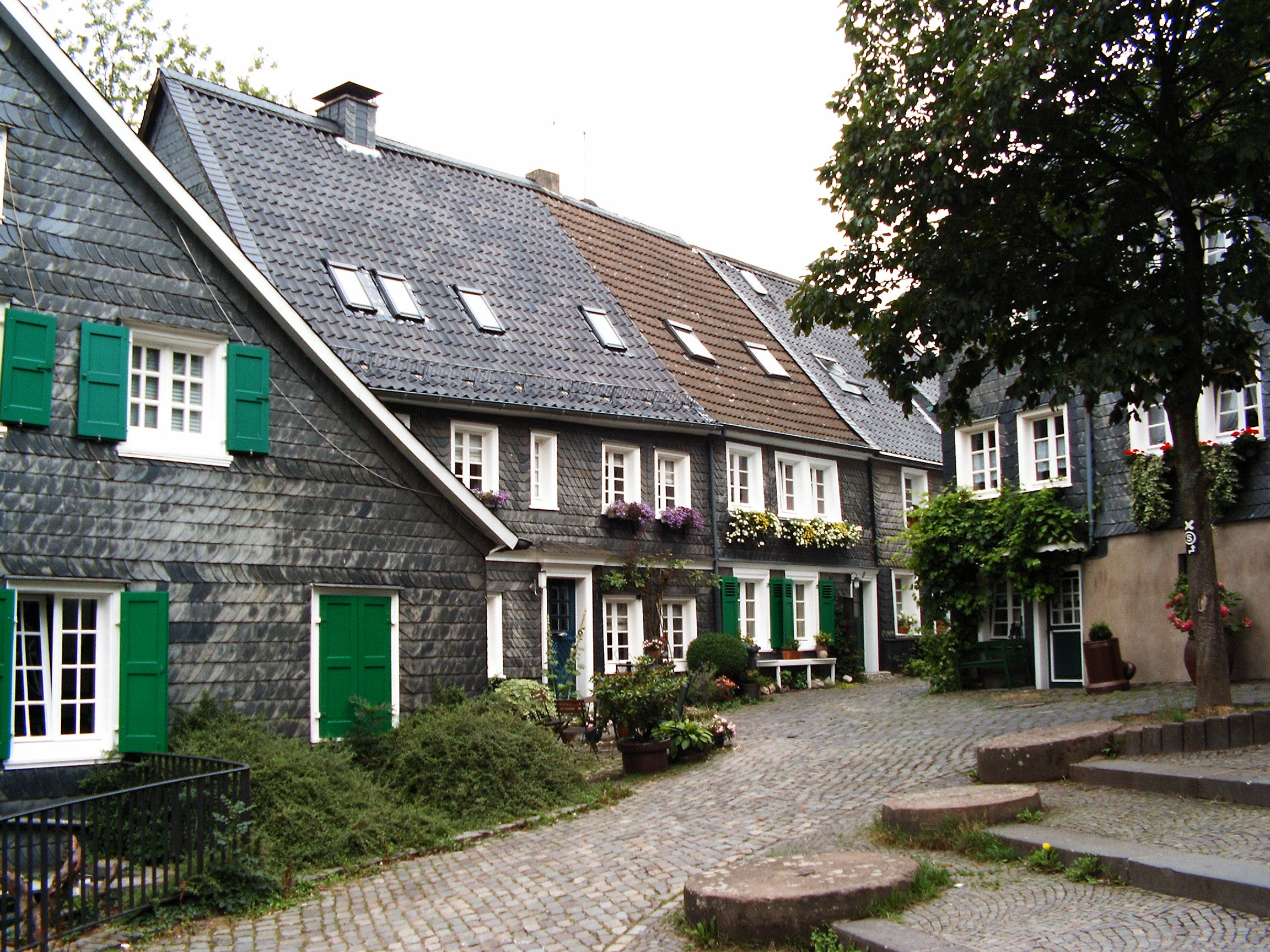
Здания на церковной лестнице
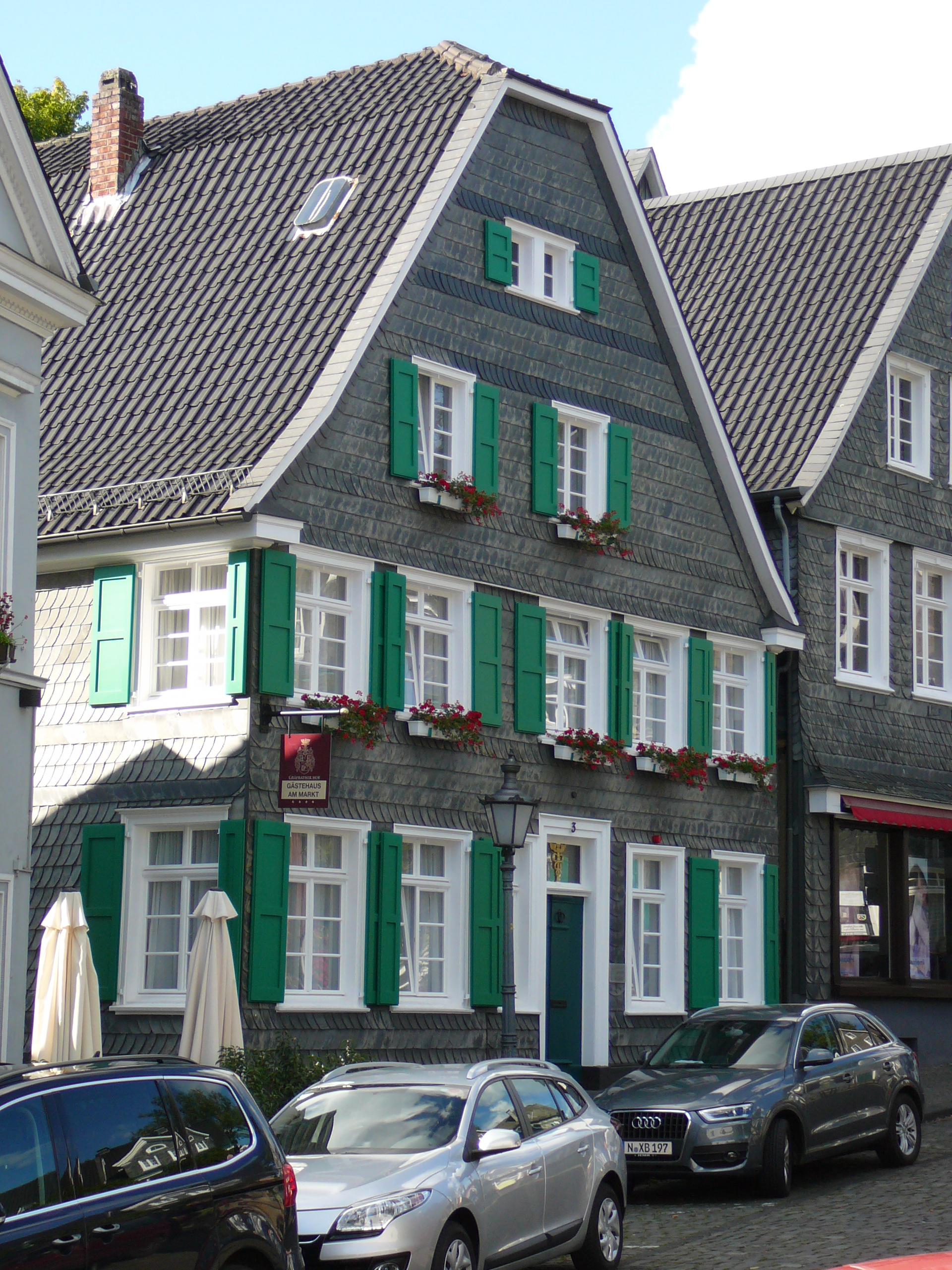
Дом на Рыночной площади
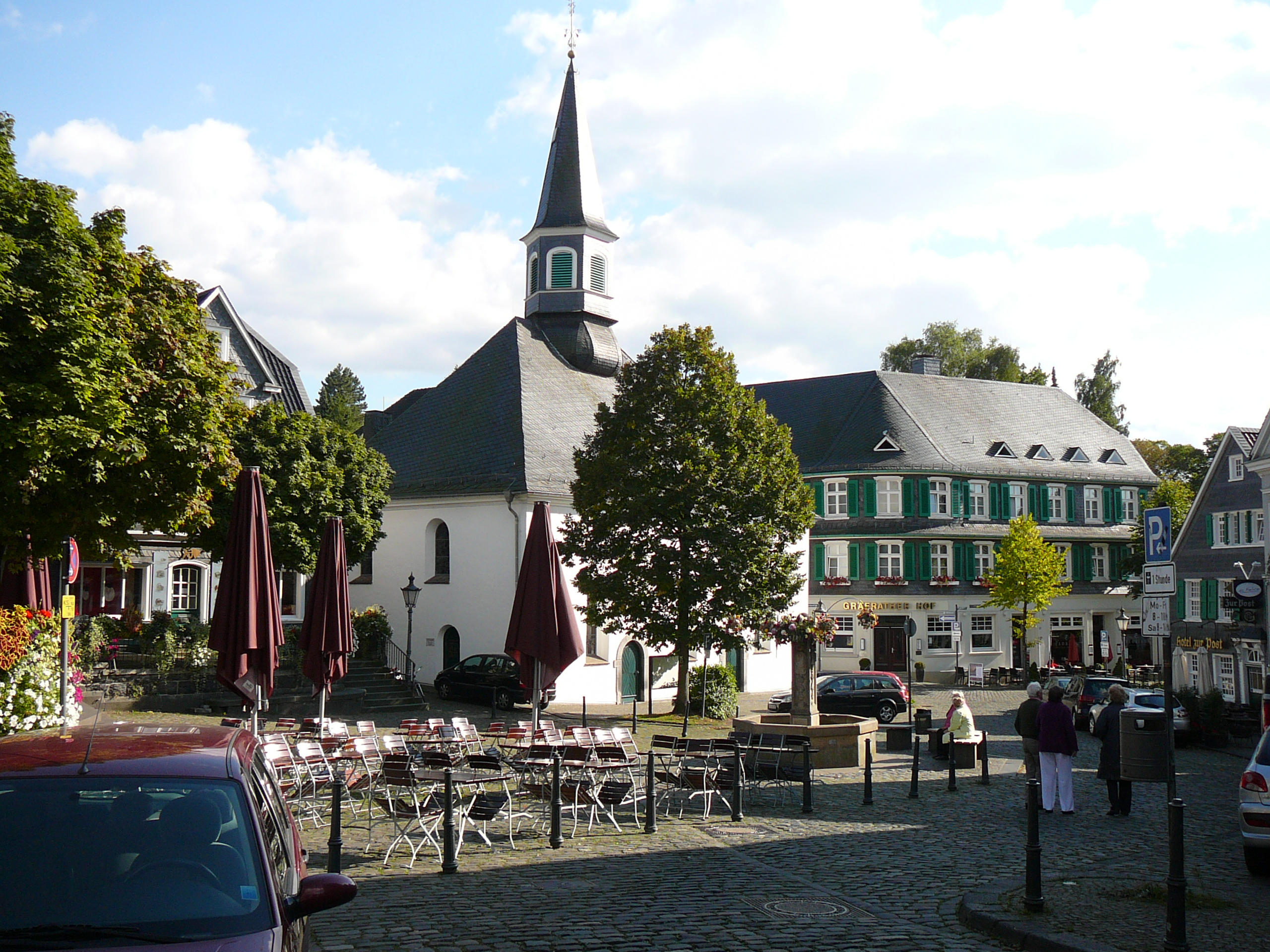
Вид Рыночной площади
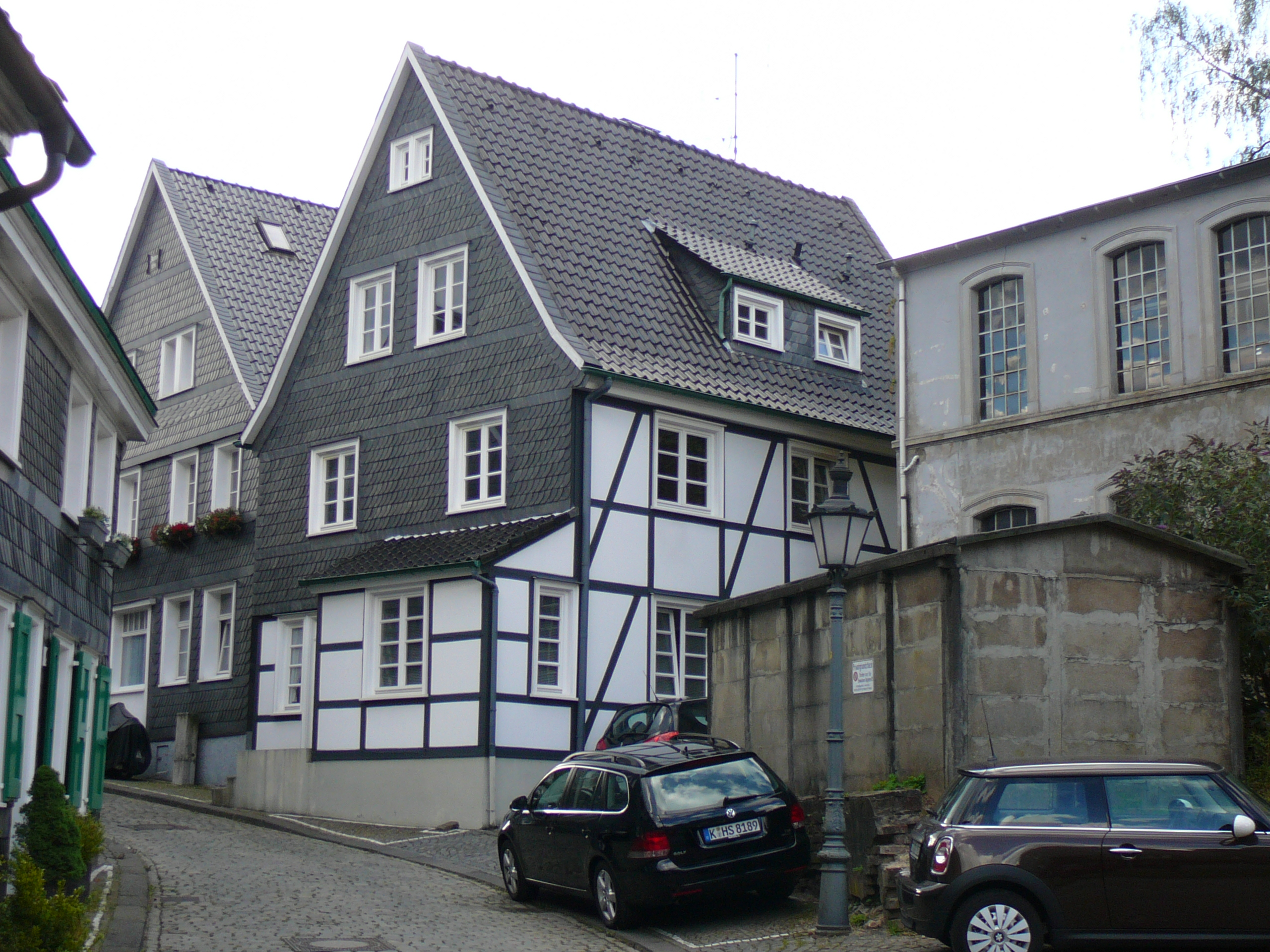
На улице Теппкен
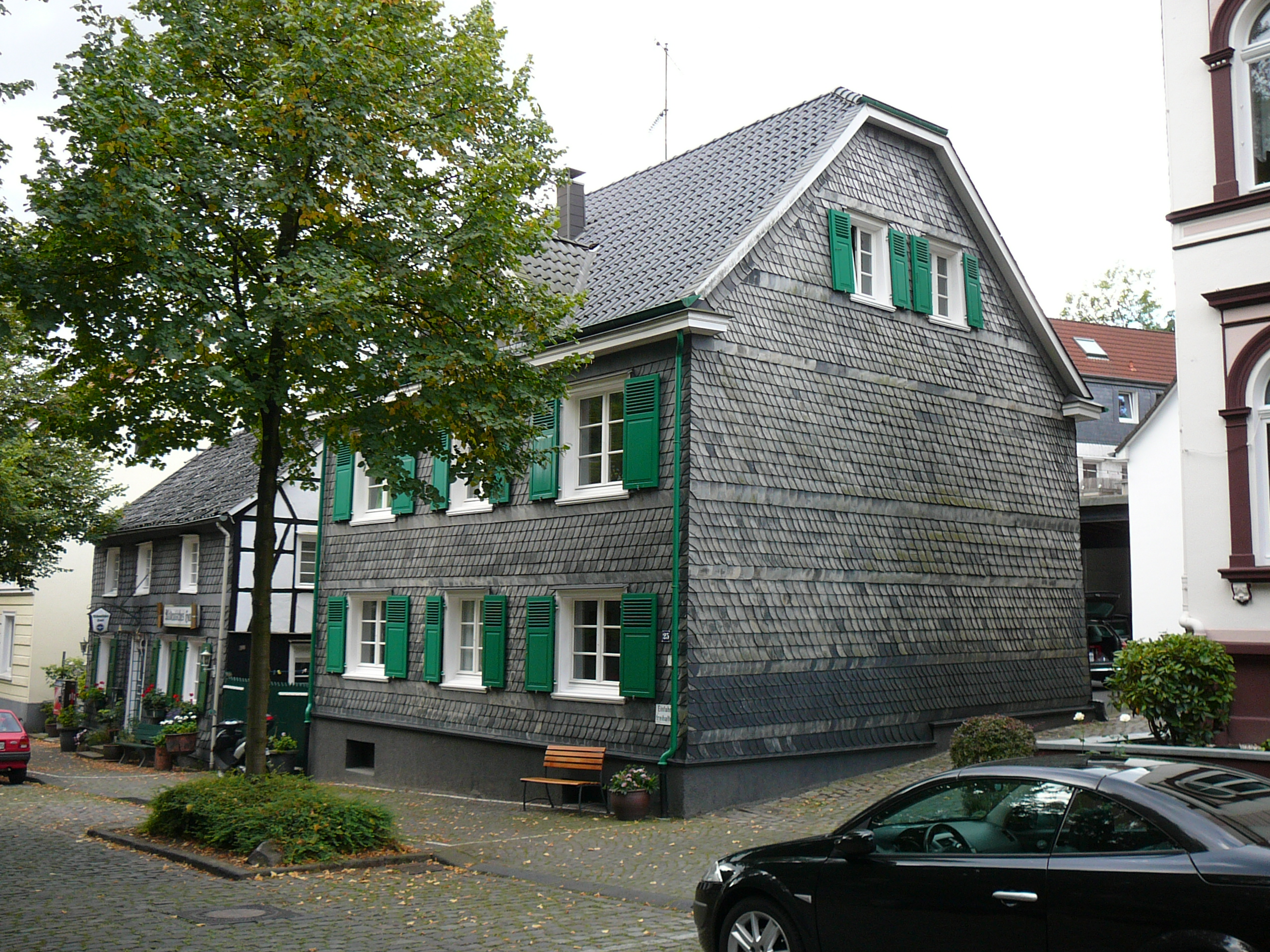
На Гарнизон-штрассе
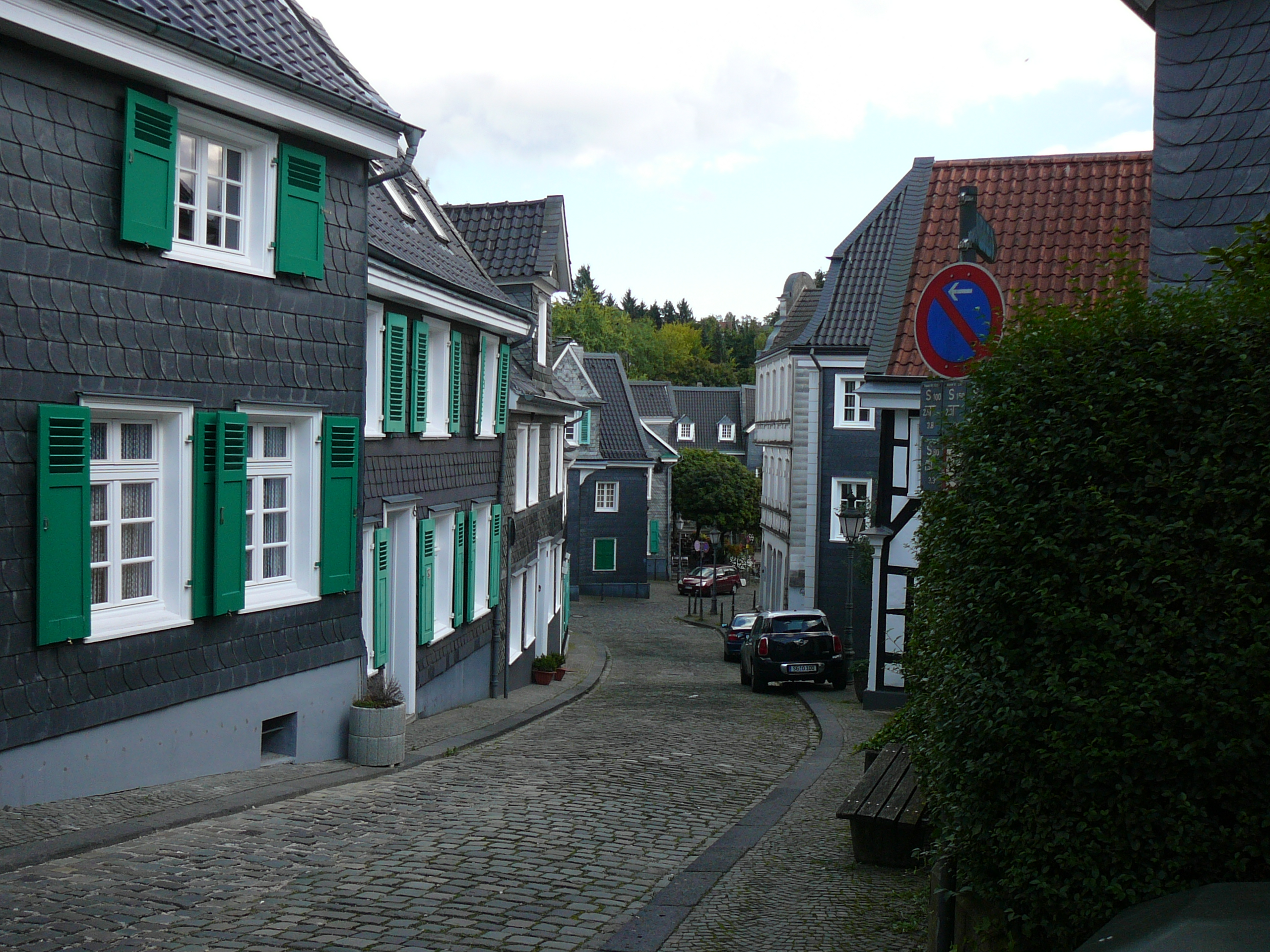
Улица Кюллерсберг